# Scottow
Scottow is een civil parish in het bestuurlijke gebied North Norfolk, in het Engelse graafschap Norfolk met 1424 inwoners.
De voormalige vliegbasis RAF Coltishall lag voor het grootste deel op het grondgebied van Scottow. De basis is in 2006 gesloten en op de site is nadien een nieuwe gevangenis opgericht, HMP Bure.